# Cyclosa neilensis
Cyclosa neilensis är en spindelart som beskrevs av Benoy Krishna Tikader 1977. Cyclosa neilensis ingår i släktet Cyclosa och familjen hjulspindlar.
Artens utbredningsområde är Andamanerna. Inga underarter finns listade i Catalogue of Life.